# Psectrotarsia fuscirena
Psectrotarsia fuscirena là một loài bướm đêm trong họ Noctuidae.